# جين أونيل
جين أونيل (بالإنجليزية: Gene O'Neill)‏ (1938)؛ كاتب سيناريو وروائي أمريكي. درس في جامعة منيسوتا.